# Вессекс
Вессекс (давн-англ. Westseaxna rīce; англ. Wessex; дослівно Kingdom of the West Seaxe — «західне саксонське королівство») — англосаксонське королівство, засноване саксами на початку VI століття в ході англосаксонського завоювання Британії. Навколо Вессексу сформувалася Англія.
У 740 році Вессекс потрапив під владу Мерсії. У 825 році Егберт, король Вессексу, завдав поразки Мерсії й об'єднав під своєю владою більшу частину країни, яка з того часу стала називатися Англією. Проте вже наприкінці IX століття королю Альфреду Великому після важкої боротьби з вікінгами довелося укласти договір про розподіл країни (Вессекс залишився в його руках). З правлінням Альфреда в історичній літературі звичайно пов'язується завершення історії Вессексу і початок історії Англії.
В епоху бронзової доби на території Вессексу існувала велика Вессекська культура, яка залишила велику кількість пам'яток.